# Moncalieri (stacja kolejowa)
Moncalieri (włoski: Stazione di Moncalieri) – stacja kolejowa w Moncalieri, w prowincji Turyn, w regionie Piemont, we Włoszech. Znajduje się na liniach z Turynu do Genui i Savony.

## Historia
Stacja została otwarta 18 września 1939 24 września 1848 roku wraz z linią Turyn-Trofarello.

## Linie kolejowe
- Turyn – Genua
- Turyn – Savona